# Whitten (Iowa)
Whitten es una ciudad ubicada en el condado de Hardin en el estado estadounidense de Iowa. En el Censo de 2010 tenía una población de 149 habitantes y una densidad poblacional de 105,95 personas por km².

## Geografía
Whitten se encuentra ubicada en las coordenadas 42°15′52″N 93°0′40″O / 42.26444, -93.01111. Según la Oficina del Censo de los Estados Unidos, Whitten tiene una superficie total de 1.41 km², de la cual 1.4 km² corresponden a tierra firme y (0.55%) 0.01 km² es agua.

## Demografía
Según el censo de 2010, había 149 personas residiendo en Whitten. La densidad de población era de 105,95 hab./km². De los 149 habitantes, Whitten estaba compuesto por el 95.3% blancos, el 1.34% eran afroamericanos, el 0% eran amerindios, el 0% eran asiáticos, el 0% eran isleños del Pacífico, el 3.36% eran de otras razas y el 0% pertenecían a dos o más razas. Del total de la población el 3.36% eran hispanos o latinos de cualquier raza.